# Robert Coleman Richardson
Robert Coleman Richardson (Washington D.C., 26 juni 1937 – Ithaca (New York), 19 februari 2013) was een Amerikaans natuurkundige die in 1996 de Nobelprijs voor de Natuurkunde kreeg met David Morris Lee en Douglas Osheroff vanwege "hun ontdekking van superfluïditeit in helium-3."

## Biografie
Richardson was de zoon van Robert Franklin en Lois Price Richardson. Na de Washington-Lee High School studeerde hij natuurkunde aan het Virginia Polytechnic Institute (B.S. in 1958, M.S. in 1960). Zijn Ph.D. ontving hij in 1966 aan de Duke-universiteit in Durham (North Carolina). Aansluitend ging hij naar de Cornell-universiteit, eerst als docent (1966-1975) en daarna als hoogleraar (1975-1987). Sinds 1987 was hij er Floyd Newman Professor of Phyisics. Daarnaast was hij van 1900 tot 1997 bestuurder van laboratorium van atomaire en vaststoffysica.
Samen met David Lee en promovendus Douglas Osheroff ontdekte Richardson dat de isotoop 3He bij een temperatuur beneden de 0,003 K superfluïde wordt. Voor deze ontdekking verkregen ze gezamenlijk de Nobelprijs voor de Natuurkunde. Later onderzoek focuste hij zich op het gebruik van kernspinresonantie om de kwantumeigenschappen te bestuderen van vloeibare en vaste stoffen bij ultralagetemperaturen.
Naast de Nobelprijs werd Richardson voor zijn superfluïde helium-3 werk ook onderscheiden met de Sir Francis Memorial Award (1976) van het Britse Institute of Physics en de Oliver E. Buckley Condensed Matter Prize (1981) van de American Physical Society.